# Студенокский сельсовет (Железногорский район)
Студено́кский сельсове́т — муниципальное образование со статусом сельского поселения в Железногорском районе Курской области России.
Административный центр — деревня Студенок.

## География
Студенокский сельсовет расположен на севере Железногорского района. На севере и западе граничит с Дмитровским районом Орловской области, на востоке — с Железногорским городским округом, на юге — с Разветьевским сельсоветом.

## История
Образован в 1985 году путём выделения из состава Трояновского сельсовета.
В 1992 году из Студенокского сельсовета в состав Железногорского горсовета были переданы: деревня Трубичено, посёлки Алексеевский, Платоновский и Хуторской.
Статус и границы сельского поселения установлены Законом от 21 октября 2004 года № 48-ЗКО «О муниципальных образованиях Курской области».
Законом Курской области № 76-ЗКО от 26 октября 2017 года к Студенокскому сельсовету был присоединён Трояновский сельсовет.

## Состав сельского поселения
| № | Населённый пункт | Тип населённого пункта          | Население |
| - | ---------------- | ------------------------------- | --------- |
| 1 | Гавриловский     | посёлок                         | ↘8        |
| 2 | Ольховка         | посёлок                         | ↘8        |
| 3 | Погарище         | деревня                         | ↘18       |
| 4 | Студенок         | деревня, административный центр | ↘2019     |
| 5 | Трояново         | село                            | ↘189      |

## Население
| 2002  | 2010  | 2012  | 2013  | 2014  | 2015  | 2016  |
| ----- | ----- | ----- | ----- | ----- | ----- | ----- |
| 2140  | ↘2037 | ↘2034 | ↘2030 | ↘2018 | ↘1980 | ↘1966 |
| 2017  | 2018  | 2019  | 2020  | 2021  |       |       |
| ↘1958 | ↗2171 | ↘2129 | ↘2087 | ↗2171 |       |       |

## Главы сельсовета
- Долженков Владимир Васильевич (1990-е годы)[18]
- Санкина Татьяна Анатольевна (?—2018)
- Сафронов Дмитрий Иванович (с 2018 года)
- Пахомова Екатерина Сергеевна (с 2023 года)